# Mehdi Namli
Mehdi Namli (sinh ngày 23 tháng 6 năm 1987) là một cầu thủ bóng đá người Maroc thi đấu cho MAT Tetouan. Anh thường thi đấu ở vị trí tiền đạo.
Namli trước đó thi đấu cho đội bóng Maroc Olympique Safi. Anh ký bản hợp đồng 2 năm cùng với câu lạc bộ tại Ligue 2 Clermont Foot vào tháng 7 năm 2010.